# عمر فونت
عمر فونت (بالإسبانية: Omar Font)‏ (مواليد 27 فبراير 1990) هو سبّاح إسباني، مثّل بلاده في الألعاب البارالمبية الصيفية 2012.